# Stypommisa antennina
Stypommisa antennina är en tvåvingeart som beskrevs av Philip 1970. Stypommisa antennina ingår i släktet Stypommisa och familjen bromsar.
Artens utbredningsområde är Peru. Inga underarter finns listade i Catalogue of Life.